# Ksenija Georgijevna af Rusland
Prinsesse Ksenija Georgijevna af Rusland (russisk: Ксения Георгиевна Романова; tr. Ksenija Georgijevna Romanova) (22. august 1903 – 17. september 1965) var en russisk prinsesse fra Huset Romanov. Hun var det yngste barn af storfyrst Georgij Mikhailovitj af Rusland og hans hustru prinsesse Maria af Grækenland.
Hun var blandt de medlemmer af den russiske kejserfamilie, der overlevede Den Russiske Revolution og tilbragte det meste af sit liv i eksil i USA. I 1921 giftede hun sig med den amerikanske rigmand William Bateman Leeds Jr., og efter deres skilsmisse i 1930 giftede hun sig i 1946 med Herman Jud. Hun var mest kendt for at anerkende, at Anna Anderson var identisk med Storfyrstinde Anastasia.
Prinsesse Ksenija var kusine til den britiske prinsgemal Prins Philip, hertug af Edinburgh, samt til Dronning Alexandrine af Danmark, Kong Georg 2. af Grækenland, Kong Alexander 1. af Grækenland, Kong Paul 1. af Grækenland, Storhertug Frederik Frans 4. af Mecklenburg-Schwerin, Helena, Dronningemoder af Rumænien, Kronprinsesse Cecilie af Tyskland og Prinsesse Marina, Hertuginde af Kent.

## Biografi
Prinsesse Ksenija blev født den 22. august (jul.: 9. august) 1903 i sin farfars residens Novo-Mikhailovskij-paladset i Sankt Petersborg i Rusland. Hun var det andet og yngste barn af storfyrst Georgij Mikhailovitj af Rusland og hans hustru prinsesse Maria af Grækenland. Gennem sin far var hun dermed medlem af Huset Romanov, barnebarn af Storfyrst Mikhail Nikolajevitj af Rusland og oldebarn af Kejser Nikolaj 1. af Rusland. Gennem sin mor var hun barnebarn af den danskfødte Kong Georg 1. af Grækenland og oldebarn af Kong Christian 9. af Danmark. Som oldebarn i mandslinje af en russisk kejser havde hun fra fødslen titel af prinsesse og prædikat af højhed.
Princess Ksenija voksede indledningsvis op med sin søster prinsesse Nina i familiens lejlighed i farfarens residens Novo-Mikhailovskij-paladset i Sankt Petersborg. I 1905 flyttede de til Krim, hvor de byggede de et mindre slot i engelsk stil, som de gav det græske navn Harax, og hvor de boede de næste ni år. Prinsesse Nina og Prinsesse Ksenija var jævnaldrende med Tsar Nikolaj 2.'s to yngste døtre og legede af og til med dem, når de befandt sig i Sankt Petersborg.
Forældrenes ægteskab var ikke vellykket. Storfyrstinde Maria brød sig ikke specielt om Rusland og havde aldrig været forelsket i sin mand, så med tiden gled parret mere og mere fra hinanden. Storfyrst Georg var en hengiven far, og de to døtre havde et tæt forhold til ham. Maria brugte døtrenes dårlige helbred som undskyldning til at opholde sig i længere perioder udenfor Rusland uden følgeskab af sin mand. I juni 1914, kort før udbruddet af Første Verdenskrig, flyttede Maria med sine døtre til London under påskud af, at hun ville forbedre deres helbred, mens hun i virkeligheden ønskede at blive separeret fra sin mand. Da krigen brød ud en måned efter deres ankomst, besluttede hun sig for ikke med det samme at rejse tilbage til Rusland som de andre russiske kejserlige, der befandt sig i udlandet. Senere blev det for risikabelt at rejse, og hun blev sammen med døtrene i England i de turbulente år under Første Verdenskrig og Den Russiske Revolution. De kom aldrig tilbage til Rusland, og Ksenija genså aldrig sin far, der først blev fængslet under Den Russiske Revolution, og senere skudt sammen med tre andre storfyrster i 1919.
Ksenija tilbragte resten af sit liv i eksil. Sammen med sin søster blev hun uddannet i Storbritannien. Faderens død og Maria Georgijevnas andet ægteskab med den græske admiral Perikles Ioannidis gjorde forholdet mellem mor og døtre koldt. Den 8. oktober 1921 giftede hun sig med den amerikanske rigmand William Bateman Leeds Jr. (1902–1971), der var den eneste søn af William Bateman Leeds og Nonnie May „Nancy“ Stewart (1870–1923). Hendes svigermoder havde året før giftet sig, i sit tredje ægteskab, med hendes onkel, prins Christophoros af Grækenland. I Ksenijas første ægteskab blev der født en datter, Nancy Helen Marie (1925–2006). I 1930 blev parret skilt. Ksenija giftede sig for anden gang i august 1946 i Glen Cove med forretningsmanden Herman Jud (1911–1987). Hun døde 62 år gammel den 17. september 1965 i Glen Cove i New York i USA.

## Eksterne links
- Wikimedia Commons har flere filer relateret til Ksenija Georgijevna af Rusland